# Marile migrații ale sârbilor

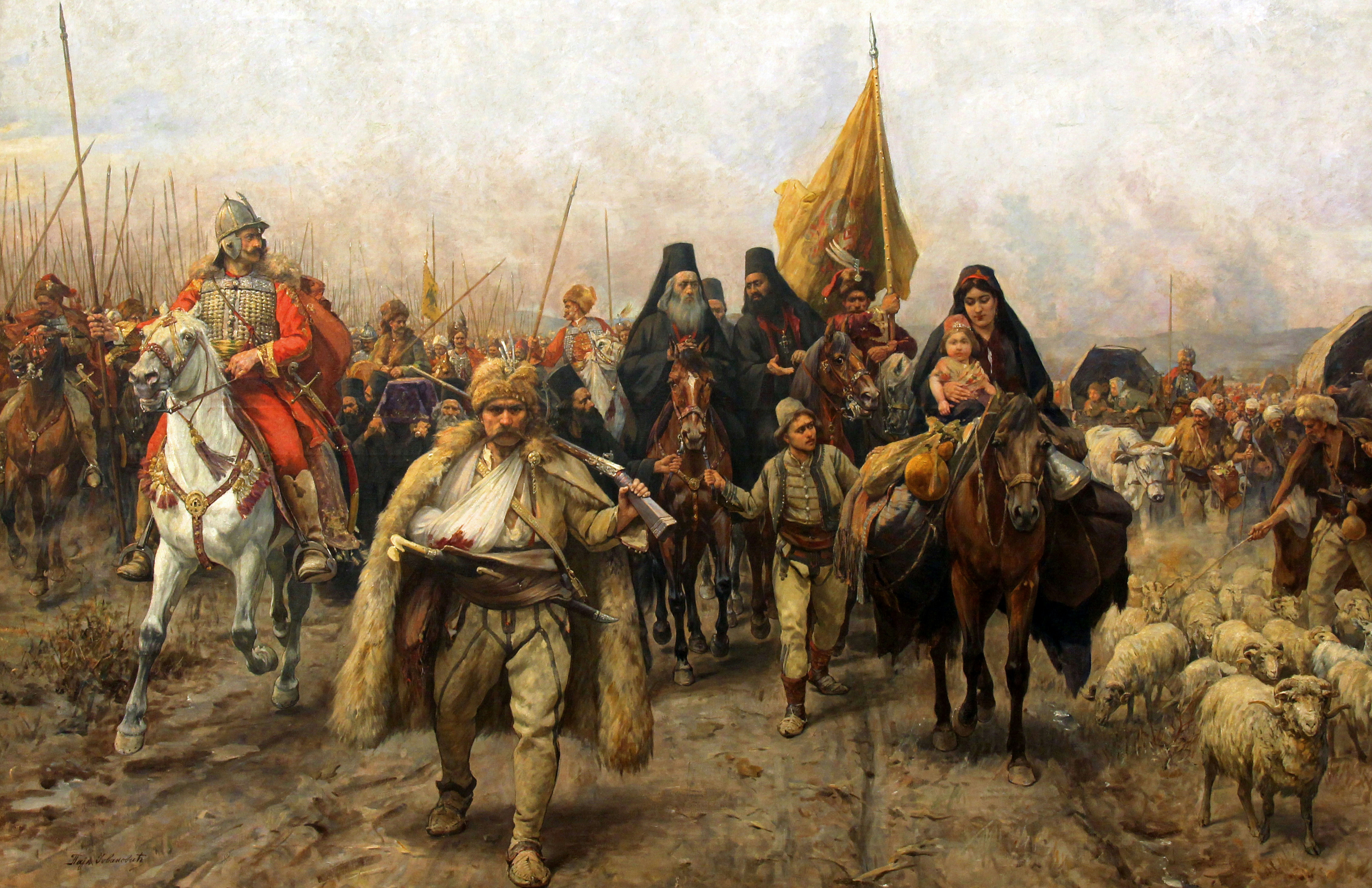
Marea migrație sârbă (Seoba Srba), pictură de Paja Jovanović (1896)

Marile migrații ale sârbilor se referă la strămutarea multor sârbi în teritoriile de la nord de Dunăre în urma luptelor dintre otomani și habsburgi, în care sârbii au fost de partea habsburgilor.
După Războiul Turco-Habsburgic din 1683-1699 are loc Prima mare migrație a sârbilor.  Aceasta a avut loc sub conducerea Patriarhului Arsenie al III-lea ca urmare a retragerii habsburgice și a reocupării otomane a regiunilor sudice sârbești.
După Războiul Turco-Habsburgic din 1737-1739 are loc A Doua mare migrație a sârbilor. A avut loc sub conducerea Patriarhului Arsenie al IV-lea paralel cu retragerea habsburgică din toată Serbia in urma înfrângerii trupelor habsburgice; teritoriul sârbesc de la sud de Dunăre devenise pașalâc.
Migrația sârbilor a vizat teritorii aflate sub controlul Imperiului Habsburgic. În 1690 împăratul Leopold I a permis refugiaților adunați pe malurile apelor Sava și Dunărea lângă Belgrad, să traverseze râurile și să se stabilească în monarhia habsburgică. Unii sârbi s-au așezat printre românii din Banat și Voivodina, aflate sub ocupație habsburgică. Cele mai importante orașe și locuri în care s-au stabilit sunt Szentendre, Buda, Mohács, Pécs, Szeged, Baja, Tokaj, Oradea, Debrecen, Kecskemét, Satu Mare, Arad și Timișoara.

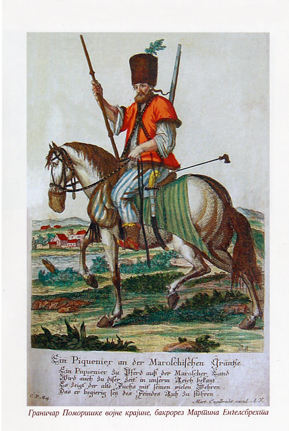
Locuitor sârb al zonei de frontieră din Arad, prima jumătate a secolului al XVIII-lea.

Astăzi, unii sârbi locuiesc în principal în regiunile din sud-vestul României, în Banatul românesc, unde constituie majoritatea în două localități: Pojejena, județul Caraș-Severin, Svinița, județul Mehedinți și majoritatea relativă în Socol, județul Caraș-Severin. 
Românii din Serbia au avut de suferit numeroase tragedii în timpul războaielor dintre turci și austrieci. Peste 50 de sate românești din Serbia și Banat au fost complet distruse de austrieci si de milițiile sârbești în perioada războaielor din secolul al XVIII-lea întrucât satele românești au preferat ocupația turcă în locul celei austriece. În secolele XVII-XVIII încă mai exista o populație românească în regiunea mărginită de Pozega, Pakrac și Krievac, care era numită Mica Vlahie (astăzi în componența Croației). Centrul acestei comunități era la Kraljeva Velika. Deși migrațiile ar duce aparent la scăderea populației, unele statistici după emigrare arată o continuitate a populației sârbești:
Populație:
Total = 1.216.219
Sârbi = 1.058.189 (87,01%)
Români = 127.545 (10,49%)
Romi („țigani”) = 24.607 (2,02%)
Germani = 2.589 (0,21%)
Alții = 3.256 (0,27%)